# Leptoderris cylindrica
Leptoderris cylindrica är en ärtväxtart som beskrevs av De Wild. Leptoderris cylindrica ingår i släktet Leptoderris och familjen ärtväxter. Inga underarter finns listade i Catalogue of Life.